# Maďarská 2. armáda

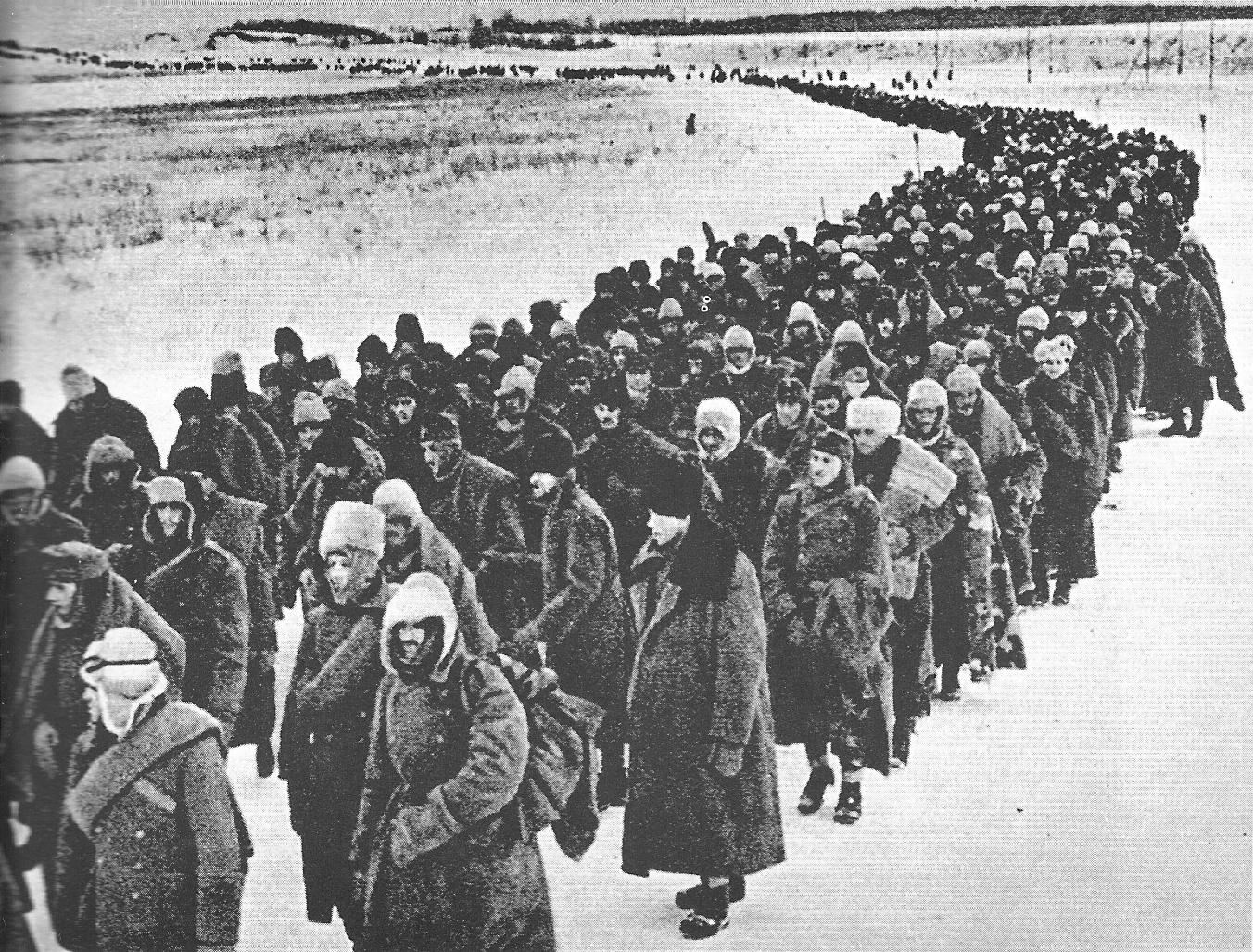
Kolona zajatých německých, italských, rumunských a maďarských vojáků v roce 1943

Maďarská 2. armáda (maďarsky 2. magyar hadsereg) byla polní armáda Maďarského království během druhé světové války.
Po boku německých ozbrojených sil bojovala na východní frontě, v Sovětském svazu, a účastnila se bitvy u Stalingradu. V této bitvě utrpěla 84% ztráty a přestala dočasně existovat jako samostatná bojová síla. Následně se účastnila obrany Maďarska před postupující Rudou armádou a bojovala v bitvě o Debrecín a bitvě o Budapešť. Během bitvy o Budapešť byla definitivně zničena a její zbytky byly včleněny do maďarské 3. armády.
Vznikla 1. března 1940 a zanikla 22. ledna 1943. Obnovena byla 30. srpna 1944 a 1. prosince téhož roku zanikla.